# Hasanpınarı, Eleşkirt
Hasanpınarı là một xã thuộc huyện Eleşkirt, tỉnh Ağrı, Thổ Nhĩ Kỳ. Dân số thời điểm năm 2011 là 283 người.